# 布里克斯頓站
布里克斯頓站（英語：Brixton tube station）是倫敦地鐵維多利亞線的南端總站，位於倫敦南部蘭貝斯區布里克斯頓地區的布里克斯頓路。布里克斯頓站開通於1971年7月23日，屬於倫敦軌道運輸第2收費區。
本站鄰近布里克斯頓國鐵站。乘客如使用蠔卡或其他非接觸式支付系統於本站出閘，並於指定時間內於布里克斯頓國鐵站入閘，會被視作一程車程。

## 位置

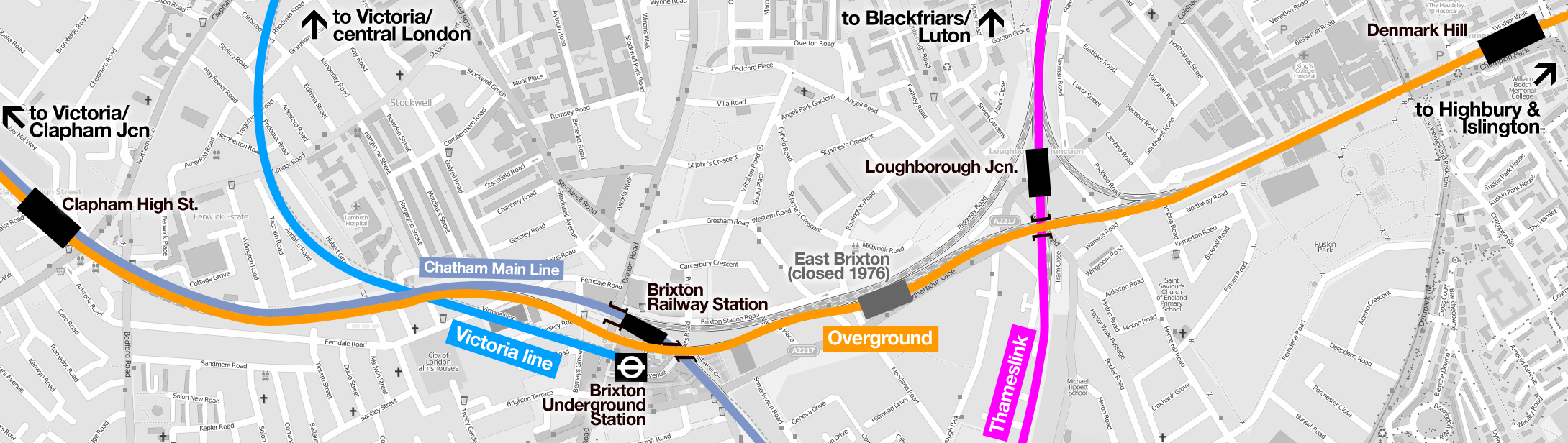
本站與鄰近國鐵站的相對位置，圖中的倫敦地鐵標誌為本站位置，亮藍色線為倫敦地鐵維多利亞線、淡藍色線為國鐵查塔姆主線、橙色線為倫敦地上鐵南倫敦線、粉紅色線為泰晤士連線。南倫敦線曾於本站以東設有東布里克斯頓站（圖中深灰色車站），但該站已於1976年關閉

本站的出入口面向布里克斯頓路，位於布里克斯頓國鐵站西南方將約100米處。該國鐵站位於查塔姆主線，並由東南列車提供來往倫敦維多利亞車站和奧爾平頓（經布羅姆利南）的列車服務。該國鐵站並不與本站共構。此外，倫敦地上鐵南倫敦線於布里克斯頓國鐵站和本站間穿過。由於南倫敦線需要在布里克斯頓以高架橋跨越查塔姆主線，因此無法於布里克斯頓設站。

## 歷史
1862年，倫敦、查塔姆及多佛鐵路於布里克斯頓設立布里克斯頓及南斯托克韋爾站，並提供來往沼澤門站和倫敦維多利亞車站的列車服務。雖然如此，布里克斯頓地區尚未有地鐵服務。1897年11月，興建城市及布里克斯頓鐵路（City and Brixton Railway）的私人條例草案獲批。該地下鐵路連接了布里克斯頓和倫敦市中心。然而，城市及布里克斯頓鐵路公司無法籌得足夠資金以展開建設工程。
1966年3月，長達5.6公里、由倫敦維多利亞車站至本站的維多利亞線南延線建造工程獲得批准。1971年7月23日，本站隨著維多利亞線延線通車而啟用。當日雅麗珊郡主為本站開幕後，曾於本站乘搭維多利亞線列車至沃克斯霍爾站。
沃克斯霍爾至本站一段維多利亞線是1926年城市及南倫敦鐵路南延段（克拉珀姆公園至摩登）通車後第一條於泰晤士河以南開通的新地鐵線路。
維多利亞線曾被建議由本站南延至赫恩山（Herne Hill）國鐵站，讓乘客得以轉乘前往肯特郡、黑衣修士、倫敦橋和瑟頓的國鐵列車。但相關建議並無落實。

## 車站設計
本站設有三條扶手電梯供乘客來往票務大堂和月台。本站亦提供地面至月台的無障礙通道，乘客可使用升降機來往地面至大堂，以及大堂至月台。
本站以北設有剪式橫渡線。本站為雙線月台設計，兩線於本站以南形成一對折向側線。

## 接駁交通
在非繁忙時間，鄰近的布里克斯頓國鐵站提供每小時2班來往倫敦維多利亞車站和奧爾平頓的列車服務。在繁忙時間，相關列車服務會增加至每小時4班。
前往奧爾平頓的南行列車中途站包括：赫恩山、西達利奇、錫德納姆山、彭奇東、肯特樓（Kent House）、貝肯納姆交匯、紹特蘭（Shortlands）、布羅姆利南、比克利和匹茲樹林（Petts Wood）。前往倫敦維多利亞車站的列車離開布里克斯頓國鐵站後則不會停靠任何中途站。
倫敦巴士2、3、35、37、45、59、109、118、133、159、196、250、333、355、415、432、P4、P5號及通宵路線N2、N3、N35、N109、N133號線均服務本站。

## 車站相片

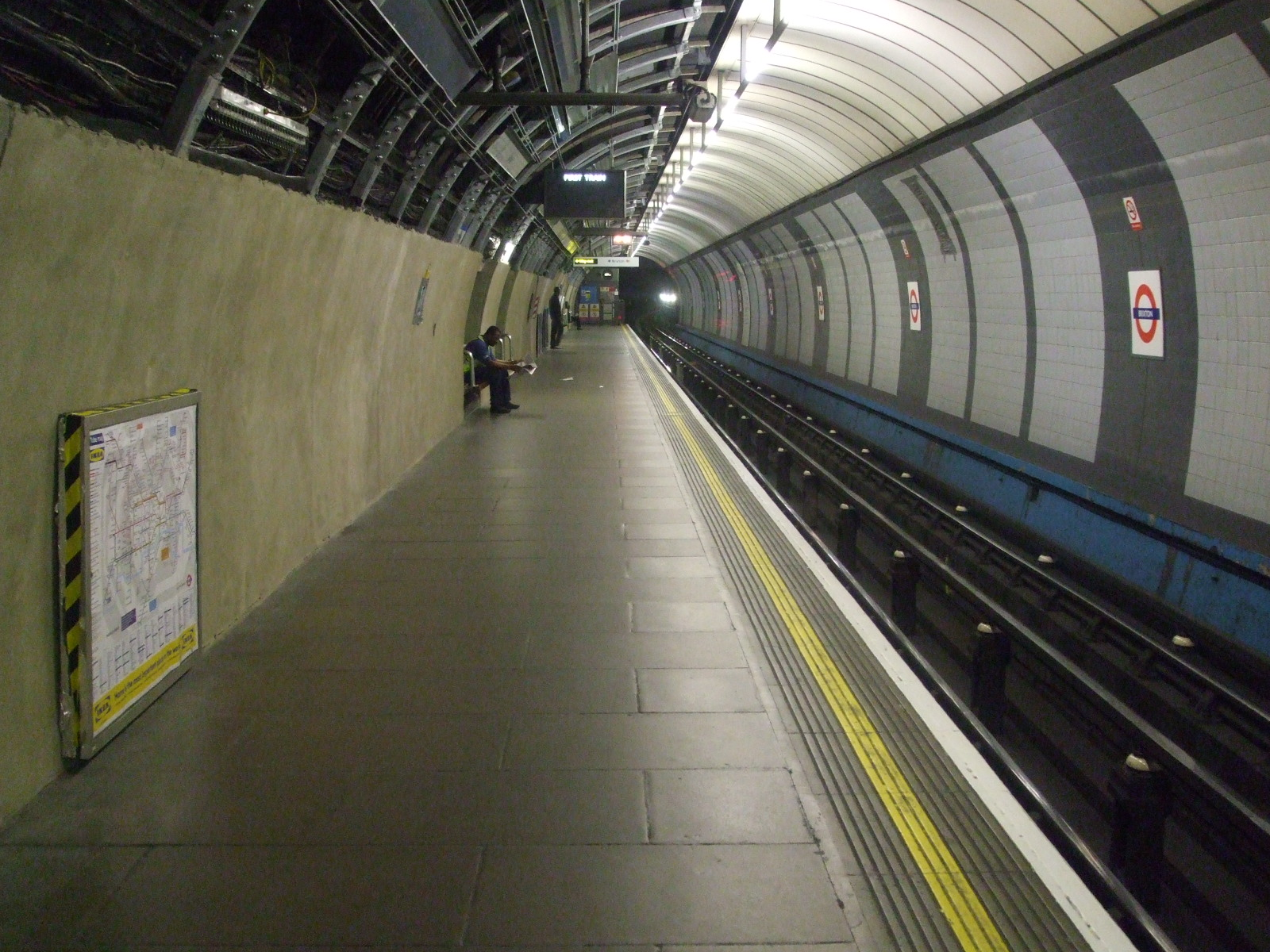
2008年正在翻新的1號月台，視角向南
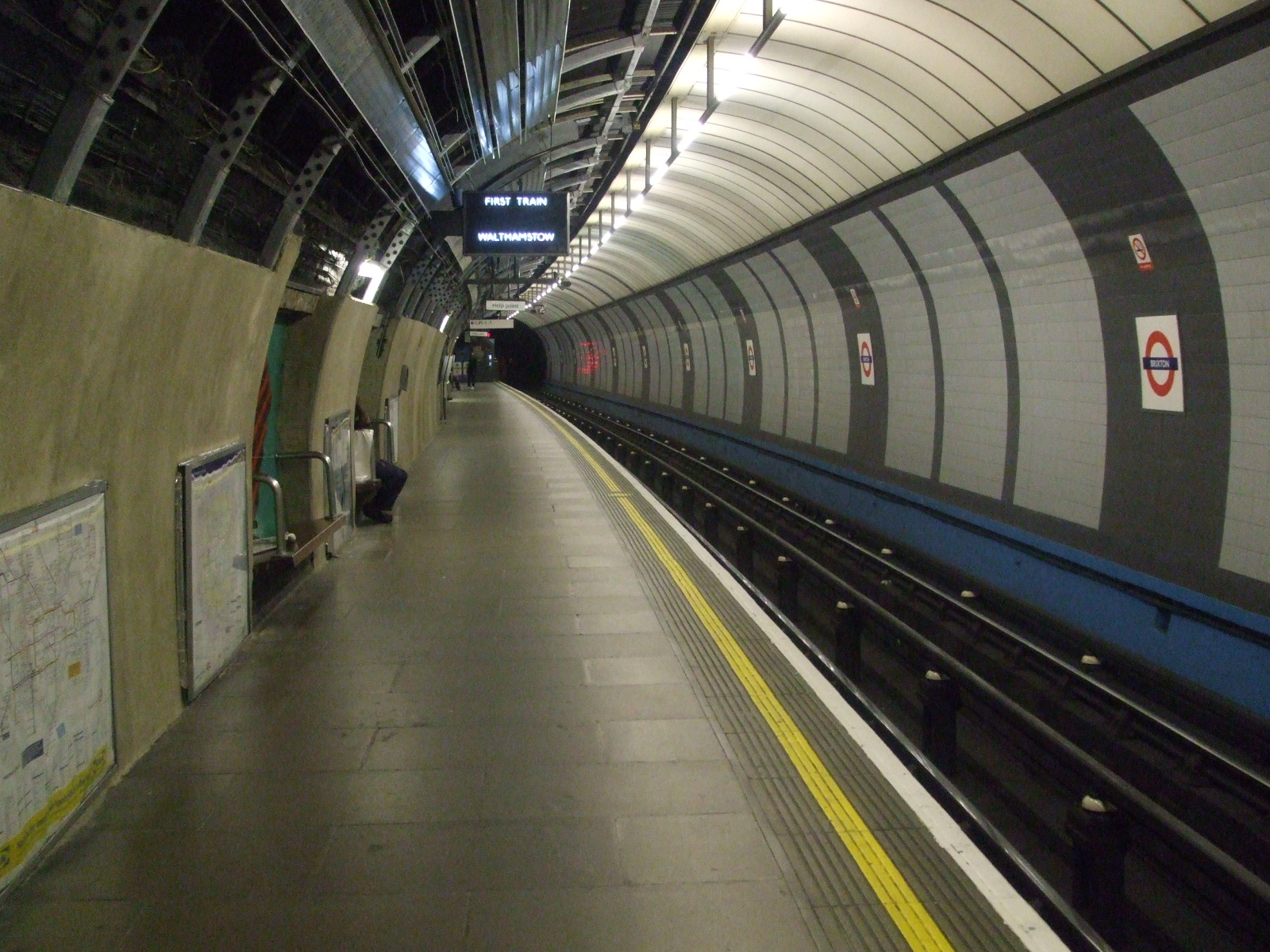
2008年正在翻新的2號月台，視角向北
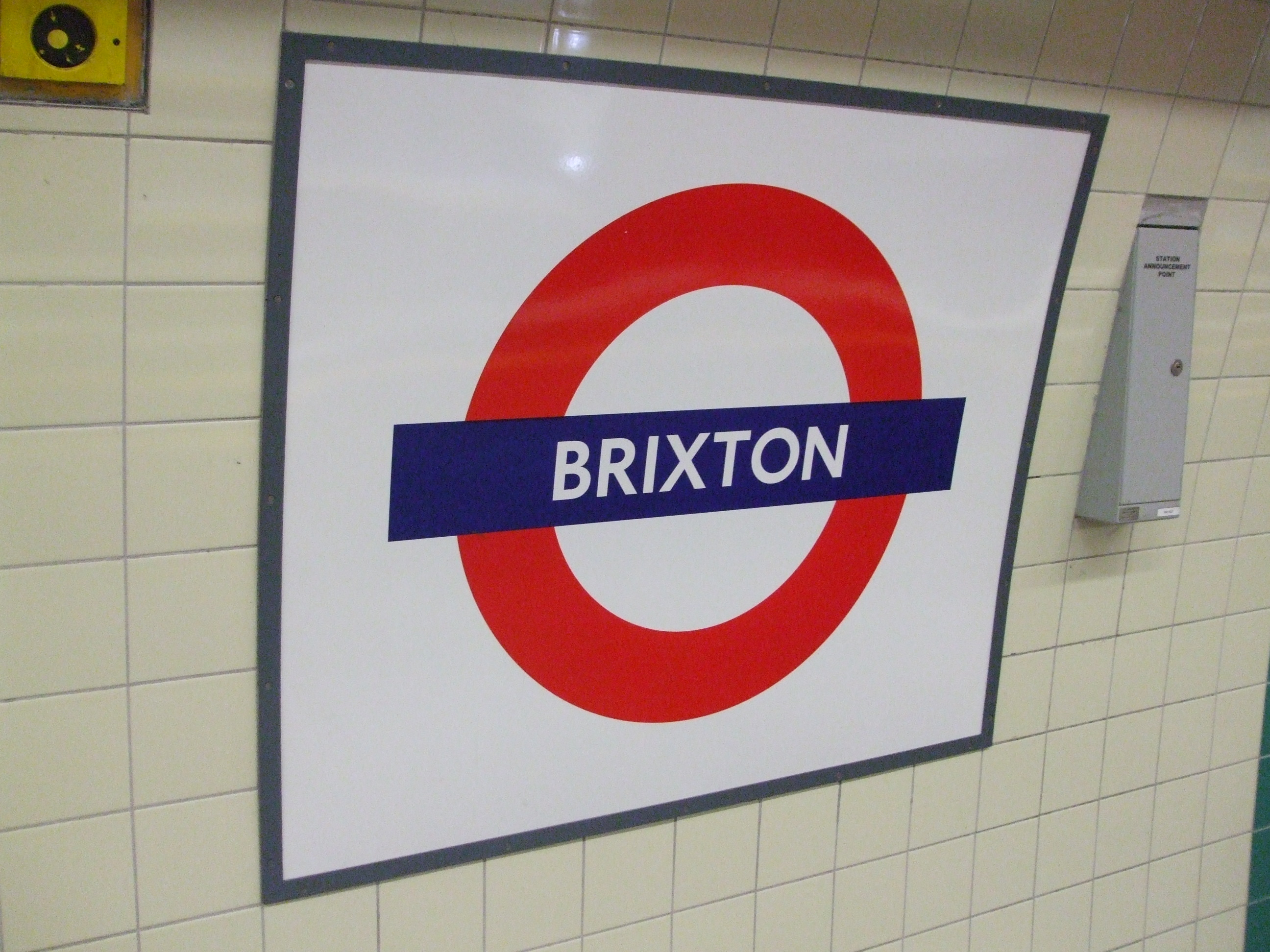
2011年時本站的月台圓標